# Saison 2 de Divorce
Chronologie
Saison 1 Saison 3
Cet article présente le guide des épisodes de la deuxième saison de la série télévisée américaine Divorce.

## Généralités
- Aux États-Unis, la saison a été diffusée du 14 janvier 2017 au 4 mars 2018 sur HBO.
- Au Canada, la saison a été diffusée en simultanée sur HBO Canada.
- En France, elle a été diffusée en version multilingue du 15 janvier 2018 au 5 mars 2018 sur OCS City[1].

## Distribution

### Acteurs principaux
- Sarah Jessica Parker (VF : Martine Irzenski) : Frances
- Thomas Haden Church (VF : Patrick Béthune) : Robert
- Molly Shannon (VF : Isabelle Ganz) : Diane
- Talia Balsam (VF : Danièle Douet) : Dallas
- Tracy Letts (VF : Franck Gourlat) : Nick
- Sterling Jerins (en) (VF : Clara Quilichini) : Lila
- Charlie Kilgore (VF : Martin Faliu) : Tom

### Acteurs récurrents
- Jemaine Clement (VF : Bernard Gabay) : Julian Renaut
- Yul Vazquez (VF : Jérôme Froissard) : Craig
- Keisha Zollar : (VF : Youna Noiret) : Grace
- Alex Wolff : Cole Holt
- Dean Winters : Tony Silvercreek
- Jeffrey DeMunn : Max Brodkin
- Jorge Chapa : Sebastian
- Danny Garcia : Gabriel
- Becki Newton : Jackie

## Épisodes

### Épisode 1:Insomnie
- États-Unis /  Canada : 14 janvier 2018 sur HBO[2] / HBO Canada
- France : 15 janvier 2018 sur OCS City
- Québec : 13 février 2018 sur Super Écran
- Belgique : 22 mars 2018 sur Be tv

- États-Unis : 647 000 téléspectateurs[3] (première diffusion)

### Épisode 2:Alors, contente?
- États-Unis /  Canada : 21 janvier 2018 sur HBO / HBO Canada
- France : 22 janvier 2018 sur OCS City
- Québec : 20 février 2018 sur Super Écran
- Belgique : 22 mars 2018 sur Be tv

- États-Unis : 565 000 téléspectateurs[4] (première diffusion)

### Épisode 3:Ça vaut le coup
- États-Unis /  Canada : 28 janvier 2018 sur HBO / HBO Canada
- France : 29 janvier 2018 sur OCS City
- Québec : 27 février 2018 sur Super Écran
- Belgique : 22 mars 2018 sur Be tv

- États-Unis : 431 000 téléspectateurs[5] (première diffusion)

### Épisode 4:Ohio
- États-Unis /  Canada : 4 février 2018 sur HBO / HBO Canada
- France : 5 février 2018 sur OCS City
- Québec : 6 mars 2018 sur Super Écran
- Belgique : 29 mars 2018 sur Be tv

- États-Unis : 229 000 téléspectateurs[6] (première diffusion)

### Épisode 5:Briser la glace
- États-Unis /  Canada : 11 février 2018 sur HBO / HBO Canada
- France : 12 février 2018 sur OCS City
- Québec : 13 mars 2018 sur Super Écran
- Belgique : 29 mars 2018 sur Be tv

- États-Unis : 572 000 téléspectateurs[7] (première diffusion)

### Épisode 6:Pris en flag
- États-Unis /  Canada : 18 février 2018 sur HBO / HBO Canada
- France : 19 février 2018 sur OCS City
- Québec : 20 mars 2018 sur Super Écran
- Belgique : 29 mars 2018 sur Be tv

- États-Unis : 528 000 téléspectateurs[8] (première diffusion)

### Épisode 7:Adjugé, vendu!
- États-Unis /  Canada : 25 février 2018 sur HBO / HBO Canada
- France : 26 février 2018 sur OCS City
- Québec : 27 mars 2018 sur Super Écran
- Belgique : 5 avril 2018 sur Be tv

- États-Unis : 537 000 téléspectateurs[9] (première diffusion)

### Épisode 8:Encore et toujours seule
- États-Unis /  Canada : 4 mars 2018 sur HBO / HBO Canada
- France : 5 mars 2018 sur OCS City
- Québec : 3 avril 2018 sur Super Écran
- Belgique : 5 avril 2018 sur Be tv

- États-Unis : 452 000 téléspectateurs[10] (première diffusion)